# La Nueva Victoria
La Nueva Victoria är en ort i Mexiko.   Den ligger i kommunen San Andrés Tuxtla och delstaten Veracruz, i den sydöstra delen av landet, 400 km öster om huvudstaden Mexico City. La Nueva Victoria ligger 177 meter över havet och antalet invånare är 1 705.
Terrängen runt La Nueva Victoria är kuperad söderut, men norrut är den platt. Runt La Nueva Victoria är det ganska tätbefolkat, med 139 invånare per kvadratkilometer. Närmaste större samhälle är Tapalapan, 14,7 km söder om La Nueva Victoria. Omgivningarna runt La Nueva Victoria är en mosaik av jordbruksmark och naturlig växtlighet.